# Discografia delle t.A.T.u.
La discografia delle t.A.T.u., duo pop russo, è composta da sei album in studio, un album raccolta, due album di remix, ventidue singoli (inclusi quattro singoli promozionali), due DVD e ventuno video musicali.
Gli album in studio del duo sono stati pubblicati in due versioni: una in lingua originale russa per il mercato d'origine e l'altra in lingua inglese per quello internazionale. Tuttavia, tra le coppie di album non sono sempre presenti le stesse tracce, ma alcune di esse sono state registrate e/o estratte come singoli soltanto in una delle due lingue.

## Album

### Album in studio

#### In lingua russa
| 2001 | 200 po vstrečnoj - Pubblicato: 21 maggio 2001 - Etichetta: Universal Russia, Neformat - Formato: CD, MC, download digitale  | 1 | 1 | 123 | 1 | 1 | - CZE: Platino - EUR: Platino - POL: Platino |
| 2005 | Ljudi invalidy - Pubblicato: 21 ottobre 2005 - Etichetta: Universal Russia, Interscope - Formato: CD, MC, download digitale | × | — | —   | — | — | - RUS: Platino                               |
| 2008 | Vesëlye ulybki - Pubblicato: 21 ottobre 2008 - Etichetta: Sojuz, T.A. Music - Formato: CD, download digitale                | × | — | —   | — | — |                                              |
| "—" indica una pubblicazione non classificata o non pubblicata in quel paese. "×" indica una classifica non esistente o non pubblicata. | |   |   |     |   |   |                                              |

#### In lingua inglese
| 2002                                                                          | 200 km/h in the Wrong Lane - Pubblicato: 7 ottobre 2002 - Etichetta: Interscope - Formato: CD, CD+DVD, LP, 2 LP, MC, download digitale | 1  | 19 | 8  | 3  | 5  | 1  | 14 | 5  | 12 | 13  | - CAN: Platino (2) - EUR: Platino - FRA: Oro - GER: Oro - JPN: Diamante - SWE: Oro - SWI: Platino - UK: Oro - USA: Oro |
| 2005                                                                          | Dangerous and Moving - Pubblicato: 5 ottobre 2005 - Etichetta: Interscope - Formato: CD, CD+DVD, LP, MC, download digitale             | 13 | 91 | 23 | 12 | 15 | 10 | 37 | 26 | 78 | 131 | - FRA: Argento - RUS: Oro                                                                                              |
| 2009                                                                          | Waste Management - Pubblicato: 15 dicembre 2009 - Etichetta: T.A. Music, Coqueiro Verde Records - Formato: CD, download digitale       | —  | —  | —  | —  | —  | —  | —  | —  | —  | —   | |
| "—" indica una pubblicazione non classificata o non pubblicata in quel paese. | |    |    |    |    |    |    |    |    |    |     | |

#### Ristampe
| Anno | Titolo |
| ---- | --- |
| 2002 | 200 po vstrečnoj (2002 edition) - Pubblicato: 15 febbraio 2002 - Etichetta: Universal Russia, Neformat - Formato: CD, MC, download digitale                               |
| 2012 | 200 km/h in the Wrong Lane 10th Anniversary Edition - Pubblicato: 12 novembre 2012 - Etichetta: Universal Russia, Interscope, Cherrytree - Formato: CD, download digitale |

### Raccolte
| Anno | Titolo | Classifiche | Classifiche | Classifiche | Classifiche | Certificazioni |
| Anno | Titolo | ITA         | JPN         | POL         | TWN         | Certificazioni |
| ---- | --- | ----------- | ----------- | ----------- | ----------- | -------------- |
| 2006 | The Best - Pubblicato: 11 settembre 2006 - Etichetta: Interscope - Formato: CD, CD+DVD, MC, download digitale | 88          | 204         | 65          | 11          |                |

### Album di remix
| Anno                                                                          | Titolo | Classifiche | Classifiche | Classifiche | Certificazioni |
| Anno                                                                          | Titolo | RUS         | JPN         | KOR         | Certificazioni |
| ----------------------------------------------------------------------------- | --- | ----------- | ----------- | ----------- | -------------- |
| 2003                                                                          | Remixes - Pubblicato: 26 settembre 2003 - Etichetta: Universal, Interscope - Formato: CD, MC, download digitale | 3           | 105         | 12          | - RUS: Oro     |
| 2011                                                                          | Waste Management Remixes - Pubblicato: 29 marzo 2011 - Etichetta: T.A. Music - Formato: download digitale       | —           | —           | —           |                |
| "—" indica una pubblicazione non classificata o non pubblicata in quel paese. | |             |             |             |                |

## Singoli

### Singoli in lingua russa
| Anno | Titolo             | Classifiche | Classifiche | Classifiche | Classifiche | Album di provenienza |
| Anno | Titolo             | RUS         | CZE         | ROU         | UKR         | Album di provenienza |
| --- | ------------------ | ----------- | ----------- | ----------- | ----------- | -------------------- |
| 2000 | Ja sošla s uma     | ×           | 25          | —           | ×           | 200 po vstrečnoj     |
| 2001 | Nas ne dogonjat    | ×           | 7           | 1           | ×           | 200 po vstrečnoj     |
| 2001 | 30 minut           | 10          | —           | —           | ×           | 200 po vstrečnoj     |
| 2002 | Prostye dviženija  | ×           | —           | —           | ×           | t.A.T.u. Remixes     |
| 2003 | Ne ver', ne bojsja | ×           | —           | —           | ×           | t.A.T.u. Remixes     |
| 2005 | Ljudi invalidy     | 67          | —           | —           | 86          | Ljudi invalidy       |
| 2007 | Belyj plaščik      | 160         | —           | —           | 101         | Vesëlye ulybki       |
| 2008 | 220                | 83          | —           | —           | —           | Vesëlye ulybki       |
| 2009 | Snegopady          | —           | —           | —           | —           | Vesëlye ulybki       |
| "—" indica una pubblicazione non classificata o non pubblicata in quel paese. "×" indica una classifica non esistente o non pubblicata. |                    |             |             |             |             |                      |

### Singoli in lingua inglese
| Anno                                                                          | Titolo                  | Classifiche | Classifiche | Classifiche | Classifiche | Classifiche | Classifiche | Classifiche | Classifiche | Classifiche | Classifiche | Certificazioni                                                                                                 | Album di provenienza       |
| Anno                                                                          | Titolo                  | AUS         | AUT         | FRA         | GER         | IRL         | ITA         | SWE         | SWI         | UK          | USA         | Certificazioni                                                                                                 | Album di provenienza       |
| ----------------------------------------------------------------------------- | ----------------------- | ----------- | ----------- | ----------- | ----------- | ----------- | ----------- | ----------- | ----------- | ----------- | ----------- | --- | -------------------------- |
| 2002                                                                          | All the Things She Said | 1           | 1           | 2           | 1           | 1           | 1           | 2           | 1           | 1           | 20          | - AUS: Platino - AUT: Oro - FRA: Oro - GER: Platino (2) - ITA: Oro - SWE: Platino - SWI: Platino - UK: Platino | 200 km/h in the Wrong Lane |
| 2003                                                                          | Not Gonna Get Us        | 11          | 5           | 18          | 15          | 10          | 4           | 9           | 18          | 7           | —           | - AUS: Oro | 200 km/h in the Wrong Lane |
| 2003                                                                          | How Soon Is Now?        | 37          | 37          | —           | 33          | —           | —           | 10          | 21          | —           | —           | | 200 km/h in the Wrong Lane |
| 2005                                                                          | All About Us            | 39          | 3           | 7           | 7           | 20          | 4           | 6           | 9           | 8           | —           | - FRA: Argento - ITA: Oro                                                                                      | Dangerous and Moving       |
| 2005                                                                          | Friend or Foe           | —           | —           | —           | —           | 34          | 16          | —           | 75          | 48          | —           | | Dangerous and Moving       |
| 2006                                                                          | Gomenasai               | —           | 47          | —           | 30          | —           | —           | —           | —           | —           | —           | | Dangerous and Moving       |
| 2009                                                                          | Snowfalls               | —           | —           | —           | —           | —           | —           | —           | —           | —           | —           | | Waste Management           |
| 2009                                                                          | White Robe              | —           | —           | —           | —           | —           | —           | —           | —           | —           | —           | | Waste Management           |
| 2010                                                                          | Sparks                  | —           | —           | —           | —           | —           | —           | —           | —           | —           | —           | | Waste Management           |
| "—" indica una pubblicazione non classificata o non pubblicata in quel paese. |                         |             |             |             |             |             |             |             |             |             |             | |                            |

### Singoli promozionali
| Anno | Titolo       | Classifiche | Classifiche | Classifiche | Classifiche | Album di provenienza       |
| Anno | Titolo       | RUS         | ROU         | SVK         | UKR         | Album di provenienza       |
| --- | ------------ | ----------- | ----------- | ----------- | ----------- | -------------------------- |
| 2002 | Show Me Love | ×           | —           | —           | ×           | 200 km/h in the Wrong Lane |
| 2003 | 30 Minutes   | ×           | 34          | —           | ×           | 200 km/h in the Wrong Lane |
| 2006 | Loves Me Not | 28          | —           | 40          | 69          | The Best                   |
| 2008 | You and I    | —           | —           | —           | 180         | Vesëlye ulybki             |
| "—" indica una pubblicazione non classificata o non pubblicata in quel paese. "×" indica una classifica non esistente o non pubblicata. |              |             |             |             |             |                            |

## Altri brani entrati in classifica
| Anno | Titolo   | Classifiche | Album di provenienza |
| Anno | Titolo   | POL         | Album di provenienza |
| ---- | -------- | ----------- | -------------------- |
| 2001 | Začem ja | 20          | 200 po vstrečnoj     |

## Videografia

### Album video
| Anno | Titolo                                                                                                   |
| ---- | --- |
| 2003 | Screaming for More - Pubblicato: 24 novembre 2003 - Etichetta: Interscope, Universal - Formato: DVD, VCD |
| 2007 | Truth: Live in St. Petersburg - Pubblicato: 12 settembre 2007 - Etichetta: Neformat Music - Formato: DVD |

### Video musicali
| Anno              | Titolo                     | Regista                     |
| ----------------- | -------------------------- | --------------------------- |
| 2000              | Ja sošla s uma             | Ivan Šapovalov              |
| 2001              | Nas ne dogonjat            | Ivan Šapovalov              |
| 2001              | 30 minut                   | Ivan Šapovalov              |
| 2002              | Prostye dviženija          | Ivan Šapovalov              |
| 2002              | All the Things She Said    | Ivan Šapovalov              |
| 2002              | Not Gonna Get Us           | Ivan Šapovalov              |
| 2003              | 30 Minutes                 | Ivan Šapovalov              |
| 2003              | Ne ver', ne bojsja         | Aleksej Akellov             |
| 2003              | How Soon Is Now?           | Lena Katina e Julia Volkova |
| 2003              | Show Me Love (inedito)     | Ivan Šapovalov              |
| 2005              | All About Us               | James Cox                   |
| 2005              | Ljudi invalidy             | James Cox                   |
| 2005              | Friend or Foe              | James Cox                   |
| 2006              | Gomenasai (anime)          | Randy Sosin                 |
| 2006              | Gomenasai                  | Hype Williams               |
| 2007              | Belyj plaščik              | James Cox                   |
| 2008              | 220                        | James Cox                   |
| 2009              | Snegopady                  | Boris Renskij               |
| 2009              | Snowfalls                  | Boris Renskij               |
| 2009              | White Robe                 | James Cox                   |
| 2010              | Sparks                     | James Cox                   |
| Altre apparizioni |                            |                             |
| 2014              | Ljubov' v každom mgnovenii | Elena Kiper                 |

## Colonne sonore
Film
- Nas ne dogonjat in Lilja 4-ever (2002)
- Nas ne dogonjat in The Forced March (Марш-бросок) (2003)
- Not Gonna Get Us in Tenshi no kiba (天使の牙 BTA?) (2003)
- Show Me Love in Speak - Le parole non dette (2004)
- Nas ne dogonjat / Not Gonna Get Us in The Code (2009)
- Show Me Love, Craving, Loves Me Not e i brani di Waste Management in You and I (2011)
- Running Blind (Transformer Remix) in Transformers 3 (2011) – solo in Russia
- All the Things She Said in Questione di tempo (2013)
- Nas ne dogonjat in Čempiony (Чемпионы) (2014)
- Nas ne dogonjat in Lёd 2 (2020)
- Začem ja in Lёd 3 (2024)
- All the Things She Said in Anora (2024)

Serie TV
- All the Things She Said in Paso adelante, episodio 2x14 (2002)
- All the Things She Said in Birds of Prey, episodio 1x13 (2003)
- Friend or Foe in Laguna Beach, terza stagione (2006)
- How Soon Is Now? in Gossip Girl, episodio 2x4 (2008)
- All the Things She Said in Twisted Metal, episodio 1x4 (2023)

Altro
- All the Things She Said come musica d'ingresso della wrestler della WWE Victoria (2002-2004)
- All About Us per lo spot pubblicitario del marchio Breil (2005)
- Nas ne dogonjat / Not Gonna Get Us come musica d'ingresso degli atleti russi alle Olimpiadi invernali 2014